# Najdłuższe Urodziny
Najdłuższe Urodziny – koncert chopinowski zorganizowany z okazji dwusetnej rocznicy urodzin Fryderyka Chopina z inicjatywy Stowarzyszenia Mieszkańców Ulicy Smolnej i ich przyjaciół.
Trwał nieprzerwanie od 22 lutego do 1 marca 2010 (pomiędzy dwiema oficjalnymi datami urodzin kompozytora) w Domu Polonii przy Krakowskim Przedmieściu w Warszawie.

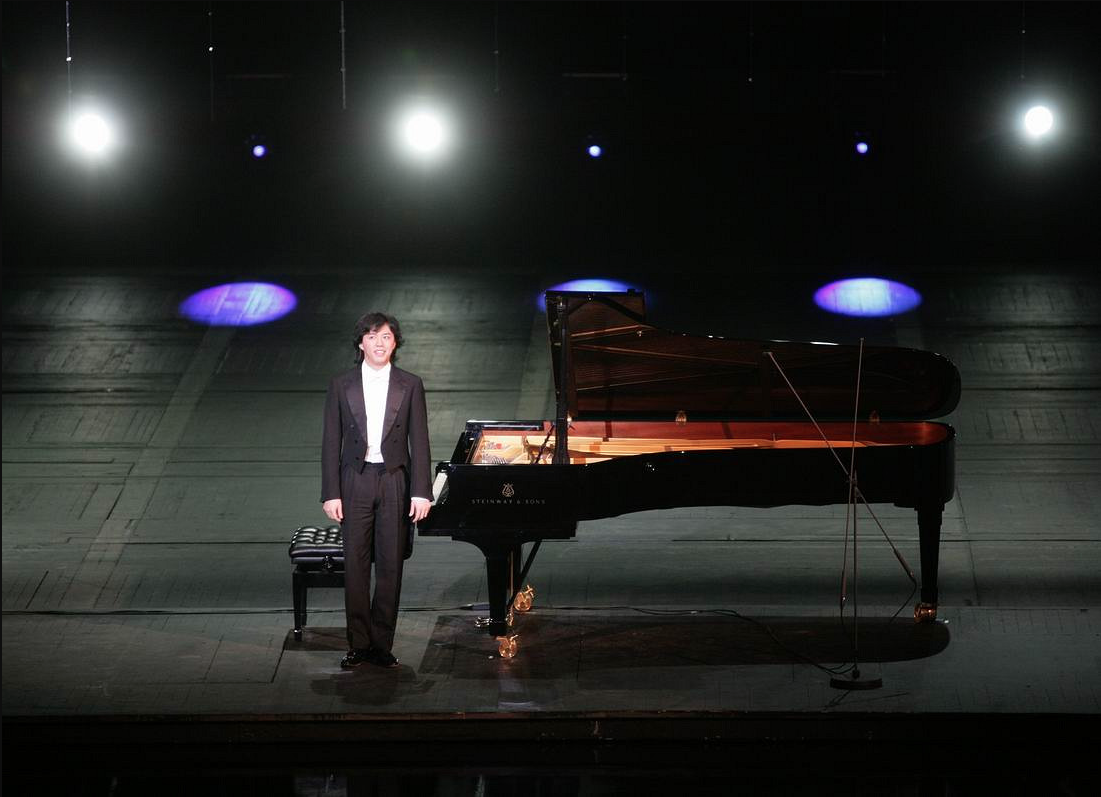
Yundi występuje na Najdłuższe Urodziny, w 2010 Rok Chopinowski

Wzięło w nim udział kilkuset wykonawców – między innymi Martha Argerich, Yundi Li, Janusz Olejniczak, Aleksandra Kurzak, Grażyna Auguścik, Kazimierz Gierżod, Andrzej Jasiński, Andrzej Jagodziński, Andrzej Pikul, Dorota Szwarcman, Jerzy Derfel, Stanisław Tym.  Mimo że to wydarzenie kulturalne odbywało się poza oficjalnym nurtem obchodów Roku Chopinowskiego, informowały o nim media całego świata.
Za Odkrycie Artystyczne Najdłuższych Urodzin uznano Michała Jacka Kozłowskiego (wyróżniono go także za wytrwałość – zagrał 10 pełnych recitali chopinowskich w ciągu 7 dni).